# 伊斯兰艺术博物馆

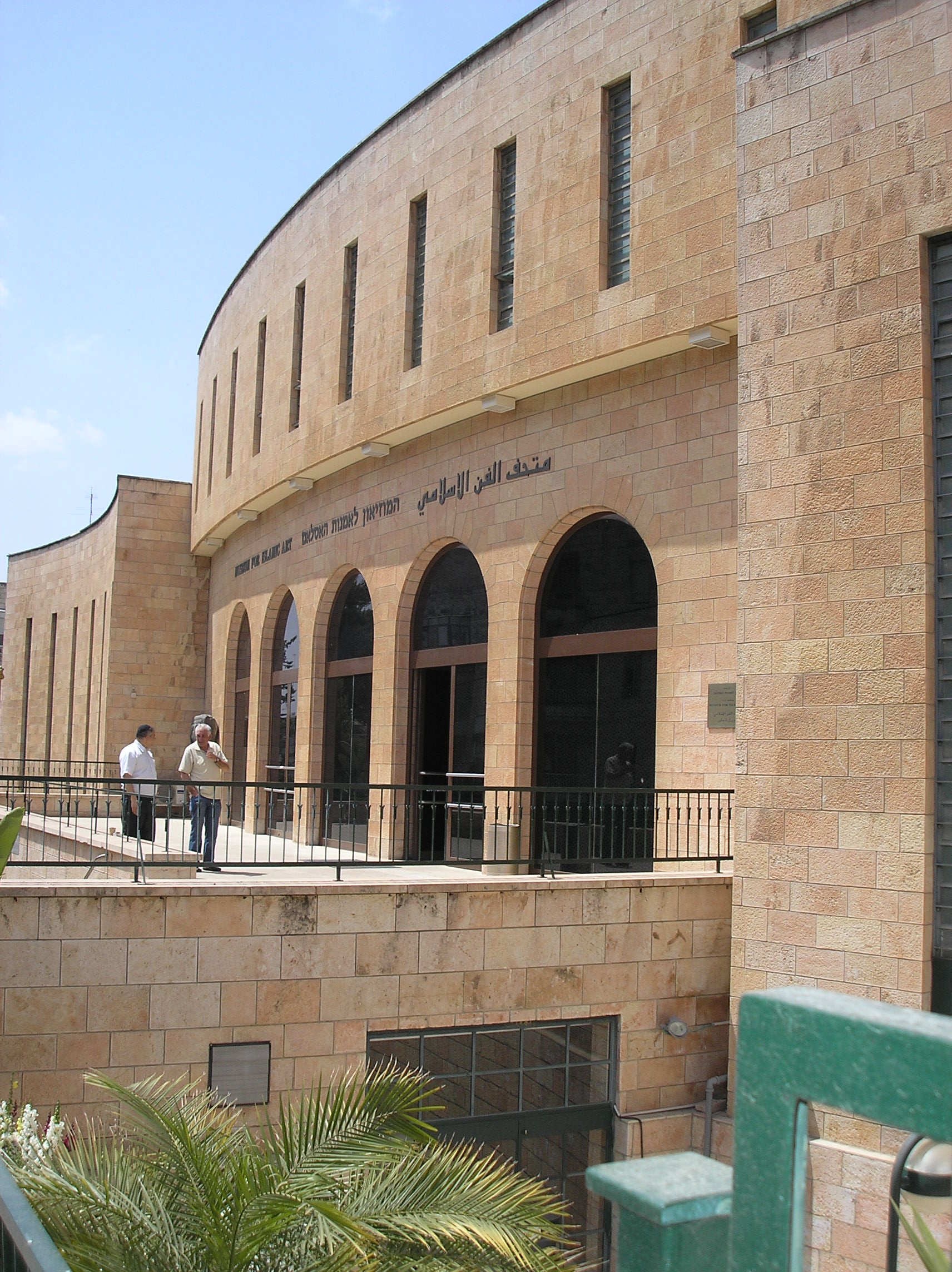

伊斯兰艺术博物馆 （英语：Museum for Islamic Art，希伯来语: מוזיאון ל. א. מאיר לאמנות האסלאם, 阿拉伯语: معهد ل. أ. مئير للفن الإسلامي) 是耶路撒冷的一个博物馆。

## 历史
成立于1974年。它位于Katamon 社区的哈帕尔马赫街（HaPalmach Street），去耶路撒冷剧院的路上，这里收藏伊斯兰陶器、纺织品、珠宝、礼仪物品以及其他伊斯兰文化工艺品。 